# Koleje Śląskie

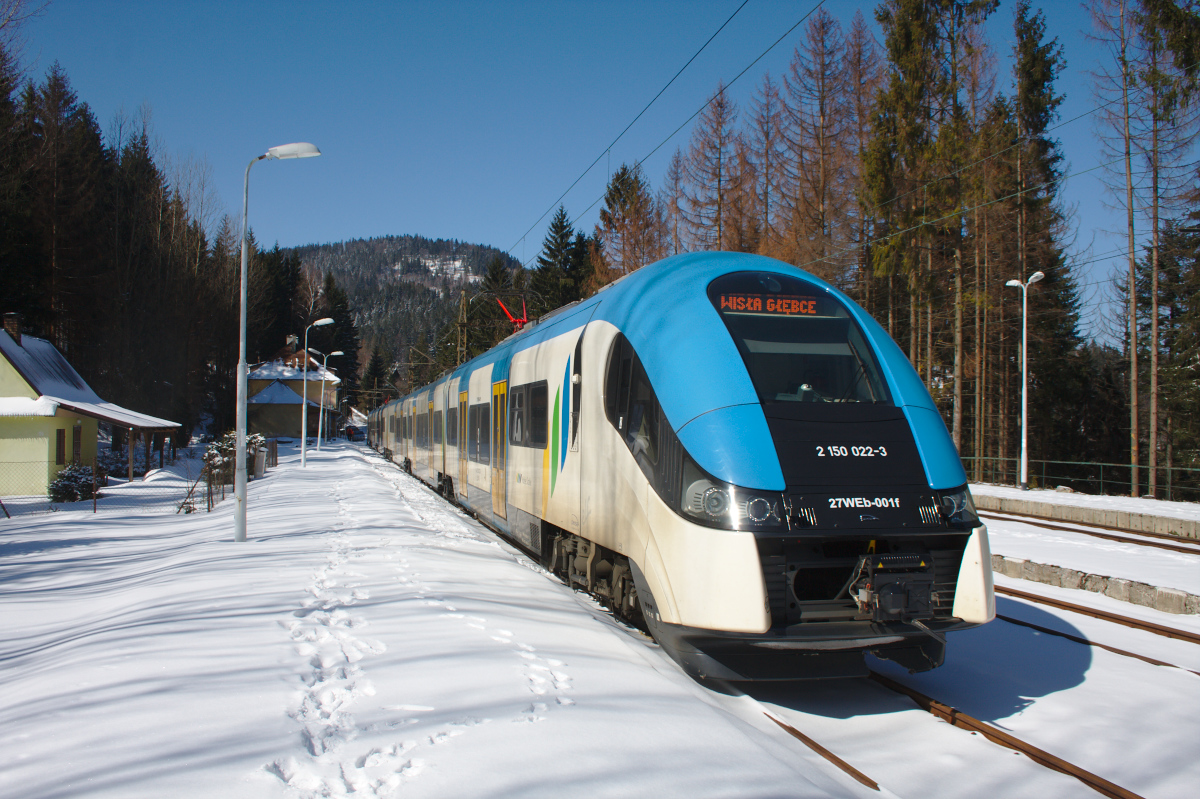
Vlak společnosti ve Wisłe

Koleje Śląskie Sp. z o. o. (VKM: KSL) se sídlem v Katowicích je polský železniční dopravce ve vlastnictví Slezského vojvodství, jehož úkolem je provozování osobní železniční dopravy na území tohoto vojvodství.

## Historie
Společnost vznikla 8. dubna 2010 na základě rozhodnutí sejmiku Slezského vojvodství ze dne 17. února 2010. Na základě objednávky vojvodství společnost zahájila 1. října 2011 provozování osobní dopravy na trase Gliwice - Katowice - Częstochowa, kde nahradila vlaky dopravce Przewozy Regionalne. Kromě těchto dotovaných vlaků společnost začala provozovat víkendové nedotované spoje do Wisły. Pro tuto počáteční fázi provozu měl dopravce k dispozici elektrické jednotky v majetku Slezského vojvodství - 4 kusy souprav Stadler FLIRT a 8 kusů Pesa ELF. Ty byly doplněné dvěma pronajatými jednotkami EN57KM a dvěma soupravami složenými z elektrických lokomotiv Bombardier TRAXX společnosti Railpool a vždy pěti vozů B249 pronajatých od Českých drah.